# Mikołaj Lanckoroński z Brzezia (zm. 1462)
Mikołaj Lanckoroński herbu Zadora (zm. 1462) – husyta, którego ród wywodził się z małopolskiego Brzezia, marszałek wielki koronny.
Syn Zbigniewa z Brzezia, marszałka koronnego. Ojciec Stanisława Lanckorońskiego, marszałka nadwornego koronnego.
W latach 1435–1436 podstoli krakowski. Starosta korczyński i wiślicki. Od 1440 pełnił urząd marszałka wielkiego koronnego.
Był zausznikiem króla Władysława Jagiełły, w 1428 brał udział w wyprawie na Nowogród Wielki. Po śmierci króla związał się z obozem husyckim Spytka z Melsztyna; w Nowym Korczynie podpisał akt konfederacji pod wodzą Spytka. W 1440 został marszałkiem Królestwa Polskiego.